# Ambehta
Ambehta è una suddivisione dell'India, classificata come nagar panchayat, di 13.103 abitanti, situata nel distretto di Saharanpur, nello stato federato dell'Uttar Pradesh. In base al numero di abitanti la città rientra nella classe IV (da 10.000 a 19.999 persone).

## Geografia fisica
La città è situata a 29° 52' 23 N e 77° 20' 28 E.

## Società

### Evoluzione demografica
Al censimento del 2001 la popolazione di Ambehta assommava a 13.103 persone, delle quali 6.872 maschi e 6.231 femmine. I bambini di età inferiore o uguale ai sei anni assommavano a 2.642, dei quali 1.350 maschi e 1.292 femmine. Infine, coloro che erano in grado di saper almeno leggere e scrivere erano 5.313, dei quali 3.312 maschi e 2.001 femmine.